# Spermacoce glabra
Spermacoce glabra là một loài thực vật có hoa trong họ Thiến thảo. Loài này được Michx. miêu tả khoa học đầu tiên năm 1803.